# Epic Center
Das Epic Center ist ein Wolkenkratzer in Wichita, Kansas. Mit einer strukturellen Höhe von 117 Metern ist es das höchste Gebäude in Wichita und Kansas.
Die Bauarbeiten auf dem Grundstück der 301 North Main Street begannen im Oktober 1985. Fertiggestellt wurde es im Jahre 1987, bezugbereit war es 1989. Es war gedacht als Mittelpunkt eines Finanzzentrums für Wichita, da sie zu diesem Zeitpunkt noch recht unbedeutend und die Wirtschaft unsicher war. Es besitzt 22 Stockwerke.
Ursprüngliche Pläne sahen den Bau von Zwillingstürmen vor. Diese Pläne wurden jedoch verworfen, da man aufgrund der geringen Nachfrage eine sehr geringe Nutzung des Gebäudes befürchtete.
Es wird ausschließlich zu Bürozwecken genutzt. Hauptmieter sind Anwaltskanzleien und Banken sowie andere regionale und städtische Unternehmen. Geplant sind weitere Wolkenkratzer im Zentrum Wichitas, sodass das Epic Center bald den Titel des höchsten Gebäudes verlieren könnte.